# Football (Sportart)

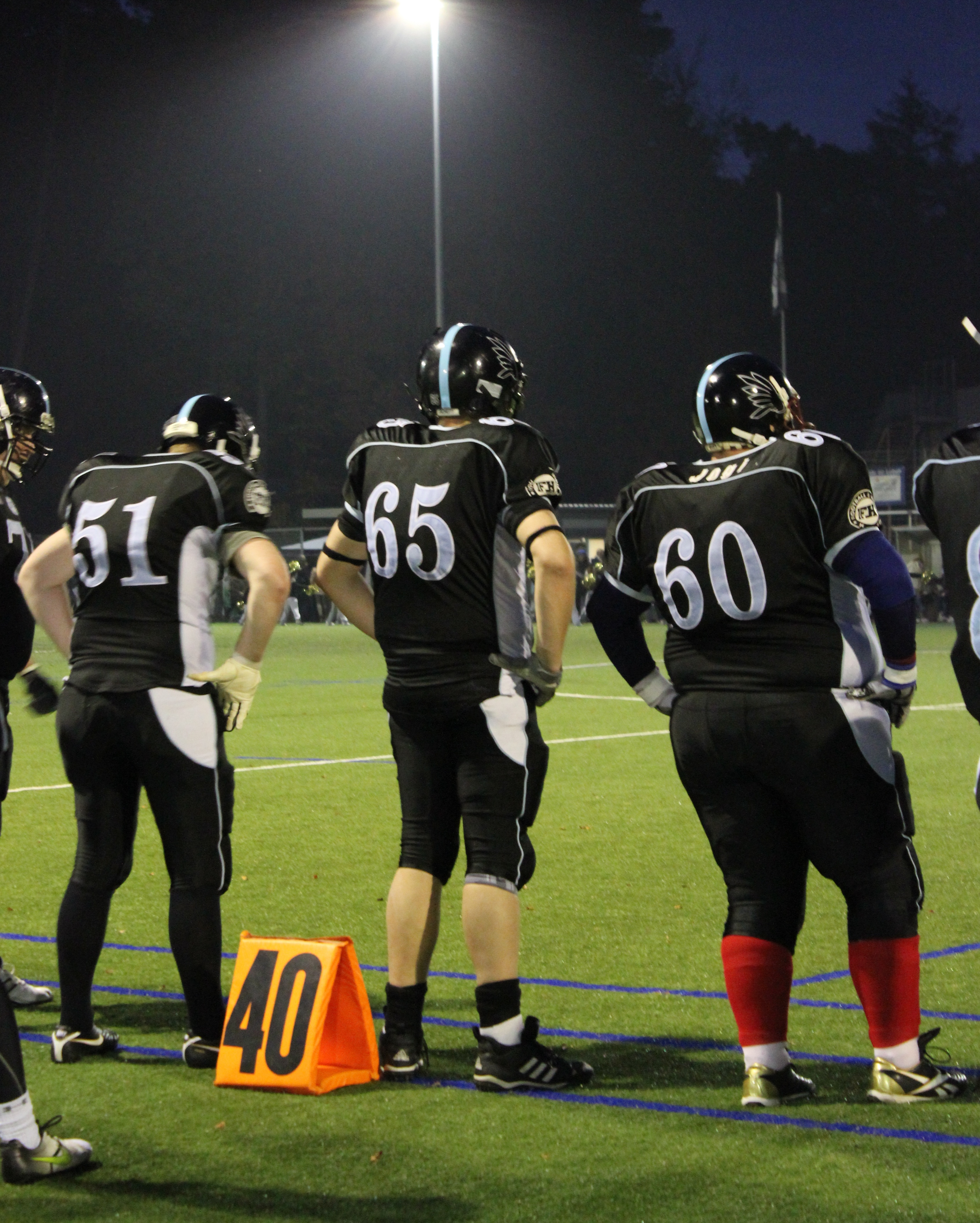
Football-Spieler vor dem Spiel

Football ist der Oberbegriff für verschiedene Sportarten (englisch: codes of football), die sich aus den Frühformen des Fußballs und des Rugbys entwickelt haben.
Im angelsächsischen Sprachraum steht das Wort in der Regel für eine bestimmte Sportart, meistens die lokale Variante. Im britischen Englisch wird unter „football“ Fußball verstanden. Demgegenüber steht dort Rugby mit dem getragenen ovalen Ball, welches gelegentlich unter dem Begriff rugby football beim Begriff football mit einbezogen wird. Die international unmissverständliche Bezeichnung ist association football. Davon abgeleitet ist soccer football oder kurz soccer, unter dem der Sport vor allem in Nordamerika, aber auch in einigen anderen Ländern bekannt ist. So steht der Begriff football traditionell für American Football bzw. Canadian Football in den USA und Kanada, für Rugby Union in Neuseeland, und für Rugby League bzw. Australian Football in Australien. International besteht jedoch die Tendenz, dass in der Alltagssprache soccer immer weiter durch football verdrängt wird. 2005 änderte beispielsweise der australische Verband seinen Namen von Soccer Association in Football Association, 2006 folgte der neuseeländische Verband.
Das Treten des Balles mit dem Fuß ist nicht in allen Football-Sportarten die vorherrschende Aktion. Eine Hypothese über die Etymologie des Wortes ist, dass „foot ball“ allgemein „zu Fuß gespielte Ballsportarten“ bedeutete, in Abgrenzung zu Sportarten, die zu Pferde ausgeführt wurden. Eine andere Hypothese besagt, dass sich football auf die Länge eines ovalen Spielballs (ein Fuß; englisch foot) bezieht.

## Varianten
Football wird im Deutschen mit diesen Sportarten assoziiert:
- Gridiron Football
  - American Football in den USA, in Abgrenzung zu flag football auch tackle football genannt.
  - Canadian Football in Kanada
  - Arena Football als Hallensport
  - Flag Football als kontaktarme Variante
- Rugby Football
  - Rugby Union
  - Rugby League
- Australian Football in Australien
- Gaelic Football in Irland

## Unterschiede zwischen Football- und Rugby-Sportarten
|                                          | Rugby Union                         | 7er-Rugby                           | Rugby League                         | American Football                                    | Canadian Football                                    | Australian Football                                     | International Rules Football                                 | Gaelic Football                                              | Fußball                                 | Futsal                                  |
| ---------------------------------------- | ----------------------------------- | ----------------------------------- | ------------------------------------ | ---------------------------------------------------- | ---------------------------------------------------- | ------------------------------------------------------- | ------------------------------------------------------------ | ------------------------------------------------------------ | --------------------------------------- | --------------------------------------- |
| Spieleranzahl                            | 15                                  | 7                                   | 13                                   | 11                                                   | 12                                                   | 18                                                      | 15                                                           | 15                                                           | 11                                      | 6                                       |
| davon im Gedränge (Scrum) oder Scrimmage | 8 (3-4-1)                           | 3                                   | 6 (3-2-1)                            | (mind.) 7                                            | (mind.) 7                                            | ✘                                                       | ✘                                                            | ✘                                                            | ✘                                       | ✘                                       |
| Ball                                     | (rotations-) elliptisch (Rugbyball) | (rotations-) elliptisch (Rugbyball) | (rotations-) elliptisch (Rugbyball)  | (rotations-) elliptisch mit spitzen Enden (Football) | (rotations-) elliptisch mit spitzen Enden (Football) | (rotations-) elliptisch (wie Rugbyball)                 | kugelrund                                                    | kugelrund                                                    | kugelrund                               | kugelrund                               |
| Spielfeld                                | rechteckig                          | rechteckig                          | rechteckig                           | rechteckig                                           | rechteckig                                           | elliptisch                                              | rechteckig                                                   | rechteckig                                                   | rechteckig                              | rechteckig (Halle)                      |
| Tor (Mal, Goal)                          | H-förmig                            | H-förmig                            | H-förmig                             | gabelförmig                                          | gabelförmig                                          | 4 Pfosten                                               | H-förmig + 2 Pfosten (unten Netz)                            | H-förmig (unten Netz)                                        | 2 Pfosten mit Querlatte (voll mit Netz) | 2 Pfosten mit Querlatte (voll mit Netz) |
| Wertung                                  | Versuch (Try) 5                     | Versuch (Try) 5                     | Try 4                                | Touchdown 6                                          | Touchdown 6                                          | Goal 6                                                  | Goal 6                                                       | Goal 3                                                       | Tor (Goal) 1                            | Tor (Goal) 1                            |
| Wertung                                  | Erhöhung (Conversion) 2             | Erhöhung (Conversion) 2             | Conversion 2                         | Point after Touchdown 1                              | Kick after Touchdown 1                               | Behind 1                                                | Behind 1                                                     | Point 1                                                      | Strafstoß (Penalty) 1                   | Strafstoß (Penalty) 1                   |
| Wertung                                  | Straftritt (Penalty) 3              | Straftritt (Penalty) 3              | Penalty 2                            | Two-Point Conversion 2                               | Field Goal 3                                         |                                                         | Over 3                                                       |                                                              |                                         |                                         |
| Wertung                                  | Sprungtritt (Drop Kick) 3           |                                     | Drop Kick 1                          | Field Goal 3                                         | Safety 2                                             |                                                         |                                                              |                                                              |                                         |                                         |
| Wertung                                  |                                     |                                     |                                      | Safety 2                                             | Rouge Point 1                                        |                                                         |                                                              |                                                              |                                         |                                         |
| erlaubter Balltransport                  | tragen                              | tragen                              | tragen                               | tragen                                               | tragen                                               | prellen                                                 | tragen (spätestens alle 10 Schritte auf den Boden auftippen) | tragen (spätestens alle 10 Schritte auf den Boden auftippen) | treten                                  | treten                                  |
| erlaubter Balltransport                  | rückwärts passen                    | rückwärts passen                    | rückwärts passen                     | passen                                               | passen                                               | fausten                                                 | passen                                                       | passen                                                       | prellen (jedes Körperteil außer Arm)    | prellen (jedes Körperteil außer Arm)    |
| erlaubter Balltransport                  | treten                              | treten                              | treten                               | treten (Punt)                                        | treten (Punt, Dribble)                               | treten                                                  | treten                                                       | treten                                                       |                                         |                                         |
| nicht erlaubter Balltransport            | vorwärts passen/werfen              | vorwärts passen/werfen              | vorwärts passen/werfen               | ✘                                                    | ✘                                                    | passen, werfen                                          | tragen                                                       | tragen                                                       | passen, werfen, tragen                  | passen, werfen, tragen                  |
| Tackle                                   | nur Spieler in Ballbesitz           | nur Spieler in Ballbesitz           | nur Spieler in Ballbesitz            | alle Spieler                                         | alle Spieler                                         | nur Spieler in Ballbesitz                               | nur Spieler in Ballbesitz                                    | ✘                                                            | ✘                                       | ✘                                       |
| Spielfortsetzung nach Seiten-Aus         | Gasse (Line-out)                    | Gasse (Line-out)                    | Gedränge (Scrum)                     | Scrimmage                                            | Scrimmage                                            | Boundary Throw-in (durch Schiedsrichter) oder Free-Kick | Free-Kick aus der Hand                                       | Free-Kick aus der Hand                                       | Einwurf                                 | Ein-Kick                                |
| Ballbesitz wechselt automatisch          | ✘                                   | ✘                                   | nach 6 aufeinander folgenden Tackles | nach 4 Downs, wenn keine 10 Yards Raumgewinn         | nach 3 Downs, wenn keine 10 Yards Raumgewinn         | ✘                                                       | ✘                                                            | ✘                                                            | ✘                                       | ✘                                       |